# Румянцев Костянтин Андрійович
Костянтин Андрійович Румянцев (1891, Владимирська губернія, тепер Владимирської області, Російська Федерація — 22 вересня 1932, загинув у автомобільній аварії біля міста Ізюма, тепер Харківської області) — радянський господарський діяч, голова правління тресту «Уралнафта», керуючий вугільного тресту «Артемвугілля» на Донбасі. Кандидат у члени ЦК ВКП(б) у травні 1924 — вересні 1932 р. Член ЦК КП(б)У в січні — вересні 1932 р. Член ЦВК СРСР.

## Біографія
Народився в бідній селянській родині. Здобув початкову освіту. У 1906—1908 роках — робітник Сормовського заводу. У 1909—1917 роках — чорнороб, стругальник по металу механічних майстерень товариства «Бранобель» у місті Баку.
Член РСДРП(б) з 1916 року.
З 1917 року — голова районного Балахано-Сабунчинського відділу Спілки нафтовиків, член Бакинської Ради робітничих депутатів. У 1918 році — голова Сабунчинської районної Ради робітничих депутатів міста Баку, член Сабунчинського районного комітету РКП(б). З березня 1918 року — начальник штабу Червоної гвардії Сабунчинського району.
Влітку 1918 року залишився на підпільній партійній роботі у місті Баку. Потім — у Червоній армії Північного Кавказу.
У 1919 році — на підпільній роботі в містах Ростові та Таганрозі. Був заарештований денікінською контррозвідкою та засуджений до смертної кари. У 1920 році звільнений військами Червоної армії з таганрозької в'язниці.
У 1921—1923 роках — надзвичайний комісар Шамхорського району Азербайджанської РСР; в органах ОДПУ Азербайджанської РСР. У 1923—1924 роках — заступник керуючого Сабунчинського управління тресту «Азнафта».
У 1924—1926 роках — заступник голови правління тресту «Азнафта» Азербайджанської РСР.
У серпні — вересні 1926 року — керуючий тресту «Грознафта» РРФСР.
У 1926—1929 роках — заступник голови правління тресту «Азнафта» Азербайджанської РСР.
У 1929—1931 роках — голова правління тресту «Уралнафта» в місті Пермі.
Обирався членом Президії Вищої ради народного господарства (ВРНГ) СРСР, членом колегії Народного комісаріату важкої промисловості СРСР.
18 квітня 1931 — 14 травня 1932 року — голова правління об'єднання «Вугілля» на Донбасі.
14 травня — 22 вересня 1932 року — керуючий вугільного тресту «Артемвугілля» на Донбасі.
22 вересня 1932 року загинув у автомобільній аварії біля міста Ізюма на Харківщині. Похований 24 вересня 1932 року  у  місті Артемівську (тепер — Бахмуті) на Донеччині.

## Нагороди
- орден Леніна (31.03.1931)
- орден Трудового Червоного Прапора Азербайджанської РСР (29.05.1929)